# 800 metros
Los 800 metros lisos u 800 metros planos es una prueba de medio fondo del actual atletismo en la que cada atleta corre por su respectiva calle durante los primeros 100 metros, pasando a partir de ese momento a la denominada “calle libre” compuesta normalmente por las calles 1 y 2 de la pista.
En su modalidad masculina forman parte del programa de atletismo en los Juegos Olímpicos modernos desde su primera edición celebrada en Atenas en 1896. La modalidad femenina no debutaría en cambio hasta los Juegos celebrados, en 1928, en Ámsterdam aunque, al ser considerada por las autoridades deportivas del momento como muy dura para las atletas, dejó de incluirse en el programa femenino de los Juegos hasta la edición que en 1960 se celebró en Roma. Es considerada una prueba de resistencia.

## Récords
|              |         | Marca   | Atleta                | País            | Lugar      | Fecha      |
| ------------ | ------- | ------- | --------------------- | --------------- | ---------- | ---------- |
| Mundial      | Hombres | 1:40,91 | David Rudisha         | Kenia           | Londres    | 09-08-2012 |
| Mundial      | Mujeres | 1:53,28 | Jarmila Kratochvílová | Checoslovaquia  | Múnich     | 26-07-1983 |
| Olímpico     | Hombres | 1:40,91 | David Rudisha         | Kenia           | Londres    | 09-08-2012 |
| Olímpico     | Mujeres | 1:53,43 | Nadezhda Olizarenko   | Unión Soviética | Moscú      | 27-07-1980 |
| Sudamericano | Hombres | 1:41,77 | Joaquim Cruz          | Brasil          | Colonia    | 26-08-1984 |
| Sudamericano | Mujeres | 1:56,58 | Letitia Vriesde       | Surinam         | Gotemburgo | 13-08-1995 |

## Evolución del récord mundial

### Masculino
- Cronometraje manual hasta 1977, desde entonces cronometraje electrónico.

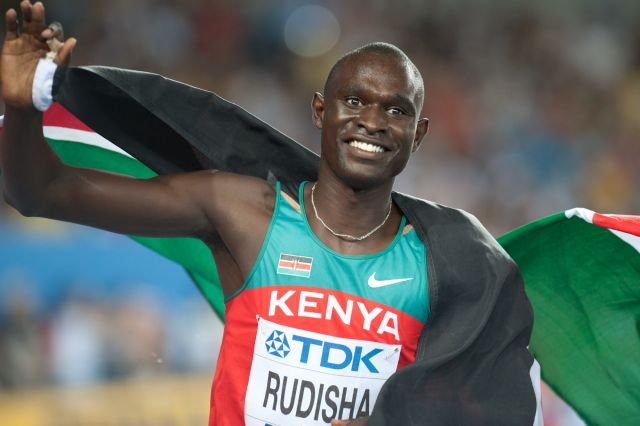
David Rudisha actual plusmarquista mundial desde 2012.

| Tiempo  | Atleta              | Nacionalidad   | Lugar               | Fecha                |
| ------- | ------------------- | -------------- | ------------------- | -------------------- |
| 1'51"9  | Ted Meredith        | Estados Unidos | Estocolmo, Suecia   | 8 de julio de 1912   |
| 1'51"6  | Otto Peltzer        | Alemania       | Londres, Inglaterra | 3 de julio de 1926   |
| 1'50"6  | Séra Martin         | Francia        | Colombes, Francia   | 14 de julio de 1928  |
| 1'49"8  | Thomas Hampson      | Reino Unido    | Los Ángeles, USA    | 2 de agosto de 1932  |
| 1'49"8  | Ben Eastman         | Estados Unidos | Princeton, USA      | 16 de junio de 1934  |
| 1'49"7  | Glenn Cunningham    | Estados Unidos | Estocolmo, Suecia   | 20 de agosto de 1936 |
| 1'49"6  | Elroy Robinson      | Estados Unidos | New York, USA       | 11 de julio de 1937  |
| 1'48"4  | Sydney Wooderson    | Reino Unido    | Londres, Inglaterra | 20 de agosto de 1938 |
| 1'46"6  | Rudolf Harbig       | Alemania       | Milán, Italia       | 15 de julio de 1939  |
| 1'45"7  | Roger Moens         | Bélgica        | Oslo, Noruega       | 3 de agosto de 1955  |
| 1'44"3  | Peter Snell         | Nueva Zelanda  | Christchurch, NZL   | 3 de febrero de 1962 |
| 1'44"3  | Ralph Doubell       | Australia      | Ciudad de México    | 6 de agosto de 1968  |
| 1'44"3  | Dave Wottle         | Estados Unidos | Eugene, USA         | 1 de julio de 1972   |
| 1'43"7  | Marcello Fiasconaro | Italia         | Milán, Italia       | 27 de junio de 1973  |
| 1'43"5  | Alberto Juantorena  | Cuba           | Montreal, Canadá    | 25 de julio de 1976  |
| 1'43"4  | Alberto Juantorena  | Cuba           | Sofía, Bulgaria     | 21 de agosto de 1977 |
| 1'42"33 | Sebastian Coe       | Reino Unido    | Oslo, Noruega       | 5 de julio de 1979   |
| 1'41"73 | Sebastian Coe       | Reino Unido    | Florencia, Italia   | 10 de junio de 1981  |
| 1'41"73 | Wilson Kipketer     | Dinamarca      | Estocolmo, Suecia   | 7 de julio de 1997   |
| 1'41"24 | Wilson Kipketer     | Dinamarca      | Zúrich, Suiza       | 13 de agosto de 1997 |
| 1'41"11 | Wilson Kipketer     | Dinamarca      | Colonia, Alemania   | 24 de agosto de 1997 |
| 1'41"09 | David Rudisha       | Kenia          | Berlín, Alemania    | 22 de agosto de 2010 |
| 1'41"01 | David Rudisha       | Kenia          | Rieti, Italia       | 29 de agosto de 2010 |
| 1'40"91 | David Rudisha       | Kenia          | Londres, Inglaterra | 9 de agosto de 2012  |

### Femenino
- Cronometraje manual hasta 1977, desde entonces cronometraje electrónico.

| Tiempo  | Atleta                | Nacionalidad        | Lugar                   | Fecha                    |
| ------- | --------------------- | ------------------- | ----------------------- | ------------------------ |
| 2'30"4  | Georgette Lenoir      | Francia             | París, Francia          | 20 de agosto de 1922     |
| 2'26"6  | Mary Lines            | Reino Unido         | Londres, Reino Unido    | 30 de agosto de 1922     |
| 2'23"8  | Lina Radke            | Alemania            | Wroclaw, Alemania       | 7 de agosto de 1927      |
| 2'20"4  | Inga Gentzel          | Suecia              | Estocolmo, Suecia       | 16 de junio de 1928      |
| 2'19"6  | Lina Radke            | Alemania            | Brzeg, Polonia          | 1 de julio de 1928       |
| 2'16"8  | Lina Radke            | Alemania            | Ámsterdam, Países Bajos | 2 de agosto de 1928      |
| 2'15"9  | Anna Larsson          | Suecia              | Estocolmo, Suecia       | 28 de agosto de 1944     |
| 2'14"8  | Anna Larsson          | Suecia              | Helsingborg, Suecia     | 19 de agosto de 1945     |
| 2'13"8  | Anna Larsson          | Suecia              | Estocolmo, Suecia       | 30 de agosto de 1945     |
| 2'13"0  | Yevdokia Vasilyeva    | Unión Soviética     | Moscú, Unión Soviética  | 17 de julio de 1950      |
| 2'12"2  | Valentina Pomogaeva   | Unión Soviética     | Moscú, Unión Soviética  | 26 de julio de 1951      |
| 2'12"0  | Nina Otkalenko        | Unión Soviética     | Minsk, Unión Soviética  | 26 de agosto de 1951     |
| 2'08"5  | Nina Otkalenko        | Unión Soviética     | Kiev, Unión Soviética   | 15 de junio de 1952      |
| 2'07"3  | Nina Otkalenko        | Unión Soviética     | Moscú, Unión Soviética  | 27 de agosto de 1953     |
| 2'06"6  | Nina Otkalenko        | Unión Soviética     | Kiev, Unión Soviética   | 16 de septiembre de 1954 |
| 2'05"0  | Nina Otkalenko        | Unión Soviética     | Zagreb, Yugoslavia      | 24 de septiembre de 1955 |
| 2'04"3  | Liudmila Shevtsova    | Unión Soviética     | Moscú, Unión Soviética  | 3 de julio de 1960       |
| 2'04"3  | Liudmila Shevtsova    | Unión Soviética     | Roma, Italia            | 7 de septiembre de 1960  |
| 2'01"2  | Dixie Willis          | Australia           | Perth, Australia        | 3 de marzo de 1962       |
| 2'01"1  | Ann Packer            | Reino Unido         | Tokio, Japón            | 20 de octubre de 1964    |
| 2'01"0  | Judy Pollock          | Australia           | Helsinki, Finlandia     | 28 de junio de 1967      |
| 2'00"5  | Vera Nikolić          | Yugoslavia          | Londres, Reino Unido    | 20 de julio de 1968      |
| 1'58"5  | Hildegard Falck       | Alemania Occidental | Stuttgart, RFA          | 11 de julio de 1971      |
| 1'57"5  | Svetla Koleva         | Bulgaria            | Atenas, Grecia          | 24 de agosto de 1973     |
| 1'56"0  | Valentina Gerasimova  | Unión Soviética     | Kiev, Unión Soviética   | 12 de junio de 1976      |
| 1'54"9  | Tatiana Kazánkina     | Unión Soviética     | Montreal, Canadá        | 26 de julio de 1976      |
| 1'54"85 | Nadezhda Olizarenko   | Unión Soviética     | Moscú, Unión Soviética  | 12 de junio de 1980      |
| 1'53"43 | Nadezhda Olizarenko   | Unión Soviética     | Moscú, Unión Soviética  | 27 de julio de 1980      |
| 1'53"28 | Jarmila Kratochvílová | Checoslovaquia      | Múnich, RFA             | 26 de julio de 1983      |

## Mejores marcas mundiales

### Masculino
Actualizado a agosto de 2024
| Clasificación | Marca   | Atleta               | País                 | Fecha                   | Lugar       |
| ------------- | ------- | -------------------- | -------------------- | ----------------------- | ----------- |
| 1             | 1:40.91 | David Rudisha        | Kenia                | 9 de agosto de 2012     | Londres     |
| 2             | 1:41.11 | Wilson Kipketer      | Dinamarca            | 24 de agosto de 1997    | Colonia     |
| 2             | 1:41.11 | Emmanuel Wanyonyi    | Kenia                | 22 de agosto de 2024    | Lausanne    |
| 4             | 1:41.20 | Marco Arop           | Canadá               | 10 de agosto de 2024    | Saint-Denis |
| 5             | 1:41.46 | Djamel Sedjati       | Argelia              | 12 de julio de 2024     | Mónaco      |
| 6             | 1:41.61 | Gabriel Tual         | Francia              | 7 de julio de 2024      | París       |
| 7             | 1:41.67 | Bryce Hoppel         | Estados Unidos       | 10 de agosto de 2024    | Saint-Denis |
| 8             | 1:41.73 | Nijel Amos           | Botsuana             | 9 de agosto de 2012     | Londres     |
| 8             | 1:41.73 | Sebastian Coe        | Reino Unido          | 10 de junio de 1981     | Florencia   |
| 10            | 1:41.77 | Joaquim Cruz         | Brasil               | 26 de agosto de 1984    | Colonia     |
| 11            | 1:42.04 | Mohamed Attaoui      | España               | 12 de julio de 2024     | Mónaco      |
| 12            | 1:42.05 | Emmanuel Korir       | Kenia                | 22 de julio de 2018     | Londres     |
| 13            | 1:42.08 | Aaron Cheminingwa    | Kenia                | 7 de julio de 2024      | París       |
| 13            | 1:42.08 | Wyclife Kinyamal     | Kenia                | 7 de julio de 2024      | París       |
| 15            | 1:42.23 | Abubaker Kaki Khamis | Sudán                | 4 de junio de 2010      | Oslo        |
| 16            | 1:42.27 | Ben Pattison         | Reino Unido          | 12 de julio de 2024     | Mónaco      |
| 17            | 1:42.28 | Sammy Koskei         | Kenia                | 26 de agosto de 1984    | Colonia     |
| 18            | 1:42.34 | Wilfred Bungei       | Kenia                | 8 de septiembre de 2002 | Rieti       |
| 18            | 1:42.34 | Donavan Brazier      | Estados Unidos       | 1 de octubre de 2019    | Doha        |
| 20            | 1:42.37 | Mohammed Aman        | Etiopía              | 6 de septiembre de 2013 | Bruselas    |
| 21            | 1:42.43 | Eliott Crestan       | Bélgica              | 7 de julio de 2024      | París       |
| 22            | 1:42.47 | Yuri Borzakovski     | Rusia                | 24 de agosto de 2001    | Bruselas    |
| 23            | 1:42.51 | Amel Tuka            | Bosnia y Herzegovina | 17 de julio de 2015     | Mónaco      |

### Femenino
Actualizado a agosto de 2024
| Ranquin | Marca   | Atleta                 | País              | Fecha                    | Lugar          |
| ------- | ------- | ---------------------- | ----------------- | ------------------------ | -------------- |
| 1       | 1:53.28 | Jarmila Kratochvílová  | Checoslovaquia    | 26 de julio de 1983      | Múnich         |
| 2       | 1:53.43 | Nadezhda Olizarenko    | Unión Soviética   | 27 de julio de 1980      | Moscú          |
| 3       | 1:54.01 | Pamela Jelimo          | Kenia             | 29 de agosto de 2008     | Zúrich         |
| 4       | 1:54.25 | Caster Semenya         | Sudáfrica         | 30 de junio de 2018      | París          |
| 5       | 1:54.44 | Ana Fidelia Quirós     | Cuba              | 9 de septiembre de 1989  | Barcelona      |
| 6       | 1:54.61 | Keely Hodgkinson       | Reino Unido       | 20 de julio de 2024      | Londres        |
| 7       | 1:54.81 | Olga Minéyeva          | Unión Soviética   | 27 de julio de 1980      | Moscú          |
| 8       | 1:54.94 | Tatiana Kazánkina      | Unión Soviética   | 26 de julio de 1976      | Montreal       |
| 9       | 1:54.97 | Athing Mu              | Estados Unidos    | 17 de septiembre de 2023 | Eugene         |
| 10      | 1:55.05 | Doina Melinte          | Rumania           | 1 de agosto de 1982      | Bucarest       |
| 11      | 1:55.19 | Maria de Lurdes Mutola | Mozambique        | 17 de agosto de 1994     | Zúrich         |
| 11      | 1:55.19 | Jolanda Ceplak         | Eslovenia         | 20 de julio de 2002      | Heusden-Zolder |
| 13      | 1:55.26 | Sigrun Wodars          | Alemania Oriental | 31 de agosto de 1987     | Roma           |
| 14      | 1:55.32 | Christine Wachtel      | Alemania Oriental | 31 de agosto de 1987     | Roma           |
| 15      | 1:55.42 | Nikolina Shtereva      | Bulgaria          | 26 de julio de 1976      | Roma           |
| 16      | 1:55.46 | Tatiana Providójina    | Unión Soviética   | 27 de julio de 1980      | Moscú          |
| 17      | 1:55.47 | Francine Niyonsaba     | Burundi           | 21 de julio de 2017      | Mónaco         |
| 18      | 1:55.54 | Ellen van Langen       | Países Bajos      | 3 de agosto de 1992      | Barcelona      |
| 18      | 1:55.54 | Dong Liu               | China             | 9 de septiembre de 1993  | Beijing        |
| 20      | 1:55.56 | Lyubov Gurina          | Unión Soviética   | 31 de agosto de 1987     | Roma           |

## Campeones olímpicos

### Masculino
Para detalles ver Anexo:Medallistas olímpicos en atletismo (800 metros lisos masculinos).
| Edición             | Oro                                       | Plata                               | Bronce                                              |
| ------------------- | ----------------------------------------- | ----------------------------------- | --------------------------------------------------- |
| Atenas 1896         | Teddy Flack (2:11,0) · Reino Unido        | Nándor Dáni · Hungría               | Dimitrios Golemis · Grecia                          |
| París 1900          | Alfred Tysoe (2:01,2) · Reino Unido       | John Cregan · Estados Unidos        | David Hall · Estados Unidos                         |
| Saint Louis 1904    | Jim Lightbody (1:56,0) · Estados Unidos   | Howard Valentine · Estados Unidos   | Emil Breitkreutz · Estados Unidos                   |
| Londres 1908        | Melvin Sheppard (1:52,8) · Estados Unidos | Emilio Lunghi · Italia              | Hanns Braun · Alemania                              |
| Estocolmo 1912      | Ted Meredith (1:51,9) · Estados Unidos    | Melvin Sheppard · Estados Unidos    | Ira Davenport · Estados Unidos                      |
| Amberes 1920        | Albert Hill (1:53,4) · Reino Unido        | Earl Eby · Estados Unidos           | Bevil Rudd · Sudáfrica                              |
| París 1924          | Douglas Lowe (1:52,4) · Reino Unido       | Paul Martin · Suiza                 | Schuyler Enck · Estados Unidos                      |
| Ámsterdam 1928      | Douglas Lowe (1:51,8) · Reino Unido       | Erik Byléhn · Suecia                | Hermann Engelhard · Alemania                        |
| Los Ángeles 1932    | Thomas Hampson (1:49,8) · Reino Unido     | Alexander Wilson · Canadá           | Phil Edwards · Canadá                               |
| Berlín 1936         | John Woodruff (1:52,9) · Estados Unidos   | Mario Lanzi · Italia                | Phil Edwards · Canadá                               |
| Londres 1948        | Mal Whitfield (1:49,2) · Estados Unidos   | Arthur Wint · Jamaica               | Marcel Hansenne · Francia                           |
| Helsinki 1952       | Mal Whitfield (1:49,2) · Estados Unidos   | Arthur Wint · Jamaica               | Heinz Ulzheimer · Alemania                          |
| Melbourne 1956      | Tom Courtney (1:47,7) · Estados Unidos    | Derek Johnson · Reino Unido         | Audun Boysen · Noruega                              |
| Roma 1960           | Peter Snell (1:46,3) · Nueva Zelanda      | Roger Moens · Bélgica               | George Kerr · Federación de las Indias Occidentales |
| Tokio 1964          | Peter Snell (1:45,1) · Nueva Zelanda      | Bill Crothers · Canadá              | Wilson Kiprugut · Kenia                             |
| México 1968         | Ralph Doubell (1:44,40) · Australia       | Wilson Kiprugut · Kenia             | Tom Farrell · Estados Unidos                        |
| Múnich 1972         | Dave Wottle (1:45,86) · Estados Unidos    | Yevgueni Arzhanov · Unión Soviética | Mike Boit · Kenia                                   |
| Montreal 1976       | Alberto Juantorena (1:43,50) · Cuba       | Ivo Van Damme · Bélgica             | Rick Wohlhuter · Estados Unidos                     |
| Moscú 1980          | Steve Ovett (1:45,40) · Reino Unido       | Sebastian Coe · Reino Unido         | Nikolay Kirov · Unión Soviética                     |
| Los Ángeles 1984    | Joaquim Cruz (1:43,00) · Brasil           | Sebastian Coe · Reino Unido         | Earl Jones · Estados Unidos                         |
| Seúl 1988           | Paul Ereng (1:43,45) · Kenia              | Joaquim Cruz · Brasil               | Saïd Aouita · Marruecos                             |
| Barcelona 1992      | William Tanui (1:43,66) · Kenia           | Nixon Kiprotich · Kenia             | Johnny Gray · Estados Unidos                        |
| Atlanta 1996        | Vebjørn Rodal (1:42,58) · Noruega         | Ezequiel Sepeng · Sudáfrica         | Fred Onyancha · Kenia                               |
| Sídney 2000         | Nils Schumann (1:45,08) · Alemania        | Wilson Kipketer · Dinamarca         | Djabir Saïd-Guerni · Argelia                        |
| Atenas 2004         | Yuri Borzakovski (1:44,45) · Rusia        | Mbulaeni Mulaudzi · Sudáfrica       | Wilson Kipketer · Dinamarca                         |
| Pekín 2008          | Wilfred Bungei (1:44,65) · Kenia          | Ismail Ahmed Ismail · Sudán         | Alfred Kirwa Yego · Kenia                           |
| Londres 2012        | David Rudisha (1:40,91 ) · Kenia          | Nijel Amos · Botsuana               | Timothy Kitum · Kenia                               |
| Río de Janeiro 2016 | David Rudisha (1:42,15) · Kenia           | Taoufik Makhloufi · Argelia         | Clayton Murphy · Estados Unidos                     |
| Tokio 2020          | Emmanuel Korir (1:45,06) · Kenia          | Ferguson Rotich · Kenia             | Patryk Dobek · Polonia                              |
| París 2024          | Emmanuel Wanyonyi (1:41,19) · Kenia       | Marco Arop · Canadá                 | Djamel Sedjati · Argelia                            |

### Femenino
| Edición             | Oro                                              | Plata                                      | Bronce                                     |
| ------------------- | ------------------------------------------------ | ------------------------------------------ | ------------------------------------------ |
| Ámsterdam 1928      | Lina Radke (2:16,8) · Alemania                   | Hitomi Kinue · Japón                       | Inga Gentzel · Suecia                      |
| 1932 - 1956         | Prueba no incluida en el programa olímpico       | Prueba no incluida en el programa olímpico | Prueba no incluida en el programa olímpico |
| Roma 1960           | Liudmila Shevtsova (2:04,3) · Unión Soviética    | Brenda Jones · Australia                   | Ursula Donath · Equipo Alemán Unificado    |
| Tokio 1964          | Ann Packer (2:01,1) · Reino Unido                | Maryvonne Dupureur · Francia               | Marise Chamberlain · Nueva Zelanda         |
| México 1968         | Madeline Manning (2:00,9) · Estados Unidos       | Ilona Silai · Rumania                      | Maria Gommers · Países Bajos               |
| Múnich 1972         | Hildegard Falck (1:58,55) · Alemania Occidental  | Nijole Sabaite · Unión Soviética           | Gunhild Hoffmeister · Alemania Oriental    |
| Montreal 1976       | Tatiana Kazánkina (1:54,9) · Unión Soviética     | Nikolina Shtereva · Bulgaria               | Elfi Zinn · Alemania Oriental              |
| Moscú 1980          | Nadezhda Olizarenko (1:53,43 ) · Unión Soviética | Olga Minéyeva · Unión Soviética            | Tatiana Providójina · Unión Soviética      |
| Los Ángeles 1984    | Doina Melinte (1:57,60) · Rumania                | Kim Gallagher · Estados Unidos             | Fiţa Lovin · Rumania                       |
| Seúl 1988           | Sigrun Wodars (1:56,10) · Alemania Oriental      | Christine Wachtel · Alemania Oriental      | Kim Gallagher · Estados Unidos             |
| Barcelona 1992      | Ellen van Langen (1:55,54) · Países Bajos        | Liliya Nurutdinova · Equipo Unificado      | Ana Fidelia Quirós · Cuba                  |
| Atlanta 1996        | Svetlana Masterkova (1:57,63) · Rusia            | Ana Fidelia Quirós · Cuba                  | María Mutola · Mozambique                  |
| Sídney 2000         | María Mutola (1:56,15) · Mozambique              | Stephanie Graf · Austria                   | Kelly Holmes · Reino Unido                 |
| Atenas 2004         | Kelly Holmes (1:56,38) · Reino Unido             | Hasna Benhassi · Marruecos                 | Jolanda Ceplak · Eslovenia                 |
| Pekín 2008          | Pamela Jelimo (1:54,87) · Kenia                  | Janeth Jepkosgei Busienei · Kenia          | Hasna Benhassi · Marruecos                 |
| Londres 2012        | Maria Savinova (1:56,19) · Rusia                 | Caster Semenya · Sudáfrica                 | Ekaterina Poistogova · Rusia               |
| Río de Janeiro 2016 | Caster Semenya (1:55,28) · Sudáfrica             | Francine Niyonsaba · Burundi               | Margaret Wambui · Kenia                    |
| Tokio 2020          | Athing Mu (1:55,21) · Estados Unidos             | Keely Hodgkinson · Reino Unido             | Raevyn Rogers · Estados Unidos             |
| París 2024          | Keely Hodgkinson (1:56,72) · Reino Unido         | Tsige Duguma · Etiopía                     | Mary Moraa · Kenia                         |

## Campeones mundiales
- Ganadores en el Campeonato Mundial de Atletismo.

### Masculino
| Edición         | Oro                   | Plata                | Bronce             |
| --------------- | --------------------- | -------------------- | ------------------ |
| Helsinki 1983   | Willi Wülbeck         | Rob Druppers         | Joaquim Cruz       |
| Roma 1987       | Billy Konchellah      | Peter Elliott        | José Luíz Barbosa  |
| Tokio 1991      | Billy Konchellah      | José Luíz Barbosa    | Mark Everett       |
| Stuttgart 1993  | Paul Ruto             | Giuseppe D'Urso      | Billy Konchellah   |
| Gotemburgo 1995 | Wilson Kipketer       | Arthémon Hatungimana | Vebjørn Rodal      |
| Atenas 1997     | Wilson Kipketer       | Norberto Téllez      | Rich Kenah         |
| Sevilla 1999    | Wilson Kipketer       | Hezekiél Sepeng      | Djabir Said-Guerni |
| Edmonton 2001   | André Bucher          | Wilfred Bungei       | Paweł Czapiewski   |
| París 2003      | Djabir Saïd-Guerni    | Yuri Borzakovski     | Mbulaeni Mulaudzi  |
| Helsinki 2005   | Rashid Ramzi          | Yuri Borzakovski     | William Yiampoy    |
| Osaka 2007      | Alfred Kirwa Yego     | Gary Reed            | Yuri Borzakovski   |
| Berlín 2009     | Mbulaeni Mulaudzi     | Alfred Kirwa Yego    | Yusuf Saad Kamel   |
| Daegu 2011      | David Rudisha         | Abubaker Kaki        | Yuri Borzakovski   |
| Moscú 2013      | Mohammed Aman         | Nick Symmonds        | Ayanleh Souleiman  |
| Pekín 2015      | David Rudisha         | Adam Kszczot         | Amel Tuka          |
| Londres 2017    | Pierre-Ambroise Bosse | Adam Kszczot         | Kipyegon Bett      |
| Doha 2019       | Donavan Brazier       | Amel Tuka            | Ferguson Rotich    |
| Oregón 2022     | Emmanuel Korir        | Yamel Sedyati        | Marco Arop         |
| Budapest 2023   | Marco Arop            | Emmanuel Wanyonyi    | Ben Pattison       |

### Femenino
| Edición         | Oro                   | Plata              | Bronce                 |
| --------------- | --------------------- | ------------------ | ---------------------- |
| Helsinki 1983   | Jarmila Kratochvílová | Liubov Gurina      | Yekaterina Podkopáyeva |
| Roma 1987       | Sigrun Wodars         | Christine Wachtel  | Liubov Gurina          |
| Tokio 1991      | Lilia Nurutdinova     | Ana Fidelia Quirós | Ella Kovacs            |
| Stuttgart 1993  | Maria Mutola          | Liubov Gurina      | Ella Kovacs            |
| Gotemburgo 1995 | Ana Fidelia Quirós    | Letitia Vriesde    | Kelly Holmes           |
| Atenas 1997     | Ana Fidelia Quirós    | Yelena Afanásieva  | Maria Mutola           |
| Sevilla 1999    | Ludmila Formanová     | Maria Mutola       | Svetlana Masterkova    |
| Edmonton 2001   | Maria Mutola          | Stephanie Graf     | Letitia Vriesde        |
| París 2003      | Maria Mutola          | Kelly Holmes       | Natalia Jrushcheleva   |
| Helsinki 2005   | Zulia Calatayud       | Hasna Benhasi      | Tatyana Andrianova     |
| Osaka 2007      | Janeth Jepkosgei      | Hasna Benhasi      | Mayte Martínez         |
| Berlín 2009     | Caster Semenya        | Janeth Jepkosgei   | Jenny Meadows          |
| Daegu 2011      | Maria Sávinova        | Caster Semenya     | Janeth Jepkosgei       |
| Moscú 2013      | Eunice Jepkoech Sum   | Maria Sávinova     | Brenda Martinez        |
| Pekín 2015      | Maryna Arzamasava     | Melissa Bishop     | Eunice Jepkoech Sum    |
| Londres 2017    | Caster Semenya        | Francine Niyonsaba | Ajeé Wilson            |
| Doha 2019       | Halimah Nakaayi       | Raevyn Rogers      | Ajeé Wilson            |
| Oregón 2022     | Athing Mu             | Keely Hodgkinson   | Mary Moraa             |
| Budapest 2023   | Mary Moraa            | Keely Hodgkinson   | Athing Mu              |

## Mejores tiempos por temporada
| Año  | Tiempo  | Atleta              | Lugar          |
| ---- | ------- | ------------------- | -------------- |
| 1970 | 1:44.8  | Ken Swenson         | Stuttgart      |
| 1971 | 1:44.7  | Dicky Broberg       | Stellenbosch   |
| 1972 | 1:44.3  | Dave Wottle         | Eugene         |
| 1973 | 1:43.7  | Marcello Fiasconaro | Milán          |
| 1974 | 1:43.5  | Rick Wohlhuter      | Eugene         |
| 1975 | 1:43.79 | Mike Boit           | Zürich         |
| 1976 | 1:43.50 | Alberto Juantorena  | Montreal       |
| 1977 | 1:43.44 | Alberto Juantorena  | Sofía          |
| 1978 | 1:43.84 | Olaf Beyer          | Praga          |
| 1979 | 1:42.33 | Sebastian Coe       | Oslo           |
| 1980 | 1:44.53 | Don Paige           | Eugene         |
| 1981 | 1:41.73 | Sebastian Coe       | Florencia      |
| 1982 | 1:44.45 | Steve Cram          | Londres        |
| 1983 | 1:43.61 | Steve Cram          | Oslo           |
| 1984 | 1:41.77 | Joaquim Cruz        | Colonia        |
| 1985 | 1:42.49 | Joaquim Cruz        | Coblenza       |
| 1986 | 1:43.19 | Steve Cram          | Rieti          |
| 1987 | 1:43.06 | Billy Konchellah    | Roma           |
| 1988 | 1:42.65 | Johnny Gray         | Zúrich         |
| 1989 | 1:43.16 | Paul Ereng          | Zúrich         |
| 1990 | 1:42.97 | Peter Elliott       | Sevilla        |
| 1991 | 1:43.08 | José Luiz Barbosa   | Rieti          |
| 1992 | 1:42.80 | Johnny Gray         | Nueva Orleans  |
| 1993 | 1:43.54 | Nixon Kiprotich     | Rieti          |
| 1994 | 1:43.17 | Benson Koech        | Rieti          |
| 1995 | 1:42.87 | Wilson Kipketer     | Mónaco         |
| 1996 | 1:41.83 | Wilson Kipketer     | Rieti          |
| 1997 | 1:41.11 | Wilson Kipketer     | Colonia        |
| 1998 | 1:42.75 | Japheth Kimutai     | Stuttgart      |
| 1999 | 1:42.27 | Wilson Kipketer     | Bruselas       |
| 2000 | 1:43.12 | André Bucher        | Lausanne       |
| 2001 | 1:42.47 | Yuriy Borzakovskiy  | Bruselas       |
| 2002 | 1:42.32 | Wilson Kipketer     | Rieti          |
| 2003 | 1:42.52 | Wilfred Bungei      | Bruselas       |
| 2004 | 1:43.08 | Wilfred Bungei      | Zúrich         |
| 2005 | 1:43.70 | Wilfred Bungei      | Rieti          |
| 2006 | 1:43.09 | Mbulaeni Mulaudzi   | Rieti          |
| 2007 | 1:43.74 | Mbulaeni Mulaudzi   | Mónaco         |
| 2008 | 1:42.69 | Abubaker Kaki       | Oslo           |
| 2009 | 1:42.01 | David Rudisha       | Rieti          |
| 2010 | 1:41.01 | David Rudisha       | Rieti          |
| 2011 | 1:41.33 | David Rudisha       | Rieti          |
| 2012 | 1:40.91 | David Rudisha       | Londres        |
| 2013 | 1:42.37 | Mohamed Aman        | Bruselas       |
| 2014 | 1:42.45 | Nijel Amos          | Mónaco         |
| 2015 | 1:42.51 | Amel Tuka           | Mónaco         |
| 2016 | 1:42.15 | David Rudisha       | Río de Janeiro |
| 2017 | 1:43.10 | Emmanuel Korir      | Mónaco         |
| 2018 | 1:42.05 | Emmanuel Korir      | Londres        |
| 2019 | 1:41.89 | Nijel Amos          | Mónaco         |
| 2020 | 1:43.15 | Donavan Brazier     | Mónaco         |
| 2021 | 1:42.91 | Nijel Amos          | Mónaco         |
| 2022 | 1:43.26 | Emmanuel Korir      | Zürich         |
| 2023 | 1:42.80 | Emmanuel Wanyonyi   | Eugene         |
| 2024 | 1:41.11 | Emmanuel Wanyonyi   | Lausanne       |

| Año  | Tiempo  | Atleta                             | Lugar          |
| ---- | ------- | ---------------------------------- | -------------- |
| 1971 |         |                                    |                |
| 1972 |         |                                    |                |
| 1973 |         |                                    |                |
| 1974 |         |                                    |                |
| 1975 |         |                                    |                |
| 1976 | 1:54.94 | Tatyana Kazankina                  | Montreal       |
| 1977 | 1:57.39 | Ileana Silai                       | Bucarest       |
| 1978 | 1:55.80 | Tatyana Providokhina               | Praga          |
| 1979 | 1:56.2  | Totka Petrova                      | París          |
| 1980 | 1:53.43 | Nadezhda Olizarenko                | Moscú          |
| 1981 | 1:56.98 | Lyudmila Veselkova                 | Leningrado     |
| 1982 | 1:55.05 | Doina Melinte                      | Bucarest       |
| 1983 | 1:53.28 | Jarmila Kratochvílová              | Múnich         |
| 1984 | 1:55.69 | Irina Podyalovskaya                | Kiev           |
| 1985 | 1:55.68 | Ella Kovacs                        | Bucarest       |
| 1986 | 1:56.2  | Doina Melinte                      | Bucarest       |
| 1987 | 1:55.26 | Sigrun Wodars                      | Roma           |
| 1988 | 1:56.00 | Inna Yevseyeva Nadezhda Olizarenko | Kiev Járkov    |
| 1989 | 1:54.44 | Ana Fidelia Quirós                 | Barcelona      |
| 1990 | 1:55.87 | Sigrun Wodars                      | Split          |
| 1991 | 1:57.23 | Svetlana Masterkova                | Kiev           |
| 1992 | 1:55.54 | Ellen van Langen                   | Barcelona      |
| 1993 | 1:55.43 | Maria de Lurdes Mutola             | Stuttgart      |
| 1994 | 1:55.19 | Maria de Lurdes Mutola             | Zúrich         |
| 1995 | 1:55.72 | Maria de Lurdes Mutola             | Mónaco         |
| 1996 | 1:56.04 | Svetlana Masterkova                | Mónaco         |
| 1997 | 1:54.82 | Ana Fidelia Quirós Moret           | Colonia        |
| 1998 | 1:56.11 | Maria de Lurdes Mutola             | Zúrich         |
| 1999 | 1:55.87 | Svetlana Masterkova                | Moscú          |
| 2000 | 1:56.15 | Maria de Lurdes Mutola             | Sídney         |
| 2001 | 1:56.85 | Maria de Lurdes Mutola             | Zúrich         |
| 2002 | 1:55.19 | Jolanda Čeplak                     | Heusden-Zolder |
| 2003 | 1:55.55 | Maria de Lurdes Mutola             | Madrid         |
| 2004 | 1:56.23 | Tatyana Andrianova                 | Tula           |
| 2005 | 1:56.07 | Tatyana Andrianova                 | Tula           |
| 2006 | 1:56.66 | Janeth Jepkosgei                   | Lausanne       |
| 2007 | 1:56.04 | Janeth Jepkosgei                   | Osaka          |
| 2008 | 1:54.01 | Pamela Jelimo                      | Zúrich         |
| 2009 | 1:55.45 | Caster Semenya                     | Berlín         |
| 2010 | 1:57.34 | Alysia Johnson                     | Mónaco         |
| 2011 | 1:55.87 | Mariya Savinova                    | Daegu          |
| 2012 | 1:56.19 | Mariya Savinova                    | Londres        |
| 2013 | 1:56.72 | Francine Niyonsaba                 | Eugene         |
| 2014 | 1:57.67 | Ajee Wilson                        | Mónaco         |
| 2015 | 1:56.99 | Eunice Sum                         | Saint-Denis    |
| 2016 | 1:55.28 | Caster Semenya                     | Río de Janeiro |
| 2017 | 1:55.16 | Caster Semenya                     | Londres        |
| 2018 | 1:54.25 | Caster Semenya                     | París          |
| 2019 | 1:54.98 | Caster Semenya                     | Doha           |
| 2020 | 1:57.68 | Faith Kipyegon                     | Doha           |
| 2021 | 1:55.04 | Athing Mu                          | Eugene         |
| 2022 | 1:56.30 | Athing Mu                          | Eugene         |
| 2023 | 1:54.97 | Athing Mu                          | Eugene         |
| 2024 | 1:54.61 | Keely Hodgkinson                   | Londres        |